# Französische Futsalnationalmannschaft
Die französische Futsalnationalmannschaft der Männer (französisch Équipe de France de futsal), häufig auch Les Bleus (nach den traditionell blauen Trikots), die Frankreich seit 1997 bei internationalen Begegnungen im Futsal, der einzigen von der FIFA anerkannten Variante des Hallenfußballs, vertritt.

## Geschichte

### 1997–1998
Die Gründung der französischen Futsalnationalmannschaft ist mit der Entwicklung des Futsals in Belgien verbunden. Die königliche belgische Fußballföderation suchte nach einem Gegner für ein Freundschaftsspiel ihrer U21-Nationalmannschaft im März 1997 und wandte sich an Frankreich. Diese Einladung bewegte den französischen Fußballverband zur Gründung seiner Futsalnationalmannschaft. Jacques Devismes, verantwortlich für die Ausbildung von Trainern in der technischen Abteilung des Verbandes, wurde der erste Trainer und verantwortlich für die technische Leitung des Futsal-Fußballs.
Der erste Zusammentritt, aus einer gezielten Auswahl, fand in Wasquehal im Norden Frankreichs statt, wo der Sport durch ihre Nähe zu Belgien bekannt war. Mit dem zukünftigen Profifußballer Pascal Johansen begann die französische Futsalnationalmannschaft offiziell ihre Geschichte am 17. März 1997 in Mouscron mit einem Sieg in Belgien (1:3).

### 1998–2010
Die französische Nationalmannschaft wurde zum Tiger Five eingeladen, einem Turnier, das 1999 in Singapur stattfand und „finanzielle Gewinne für den Sieger versprach“, erinnert sich Jean-Pierre Sabani, Torwart und Kapitän der Auswahl. Aber die Organisatoren dachten an die französische Fußballnationalmannschaft, die ein Jahr zuvor Weltmeister geworden war. So war der spielerische Unterschied zwischen der brasilianischen Futsalnationalmannschaft, damals dreifacher Weltmeister, und der französischen, welche zu diesem Zeitpunkt nur fünf Spiele bestritten hatte, groß.
Ende November 2001 richtete Frankreich ein Vier-Nationen-Turnier in Maisons-Alfort aus, bei dem es nach einer Niederlage gegen Weißrussland (1:2) am ersten Tag dann am nächsten Tag, im Spiel um den dritten Platz gegen Ungarn (2:7) den letzten Platz belegte.
Im Januar 2002 belegte Frankreich erneut den letzten Platz in einem Vier-Nationen-Turnier, dieses Mal in Griechenland. Anfang 2003 empfing Frankreich die Nationalmannschaften von Belgien, Griechenland und Russland bei einer Coupe des Quatre Nations am 8. und 9. Januar 2003. Die Bleus besiegten die Griechen im Halbfinale (3:2) bevor sie im Finale (4:8) gegen die Belgier unterlagen.
Von 1997 bis 2007 verzeichneten die Bleus nur sechs Siege bei über fünfzig Niederlagen in offiziellen Spielen.

### 2010–2016
In der Saison 2010/2011 befand sich die französische Nationalmannschaft inmitten einer Umstrukturierung.
In der Qualifikationsphase für die Weltmeisterschaft 2012 im Dezember 2011 qualifizierte sich Frankreich als bester Zweiter der sieben Gruppen der Vorrunde der UEFA. Das Team schaffte es jedoch nicht, sich für die Weltmeisterschaft zu qualifizieren, da es zwei Niederlagen gegen die Slowakei (3:1) und Portugal (6:0) bei einem Sieg gegen Litauen (3:2) verzeichnete, was zu einem dritten Platz in der Hauptrunde führte.
Im folgenden Jahr sicherte sich Frankreich einen Platz im Hauptqualifikationsturnier für die Euro 2012 nach Siegen von 6-1, 3-1 und 2-1 gegen Malta, Litauen und Bulgarien. Dieses Hauptturnier fand Ende Februar 2012 in Aserbaidschan statt, zusammen mit den Mannschaften aus Spanien, Kasachstan und dem Gastgeberland. Die Franzosen erlitten drei Niederlagen und nahmen nicht an dem Wettbewerb teil.
Anfang 2013 empfing die Nationalmannschaft vom 23. bis 26. Januar in Nizza die Vorrunde zur Qualifikation für die Futsal-Euro 2014. Nach Siegen in den ersten beiden Spielen gegen San Marino (12:0), dem höchsten Sieg in der Geschichte, und Gibraltar (6:2), spielten die Bleus unentschieden gegen Montenegro, das aufgrund der Tordifferenz den einzigen Platz für die Hauptrunde erhielt.
Ende Oktober 2014 reisten die Bleus nach Bosnien für zwei Freundschaftsspiele. Mit einem Sieg (2:7) und einer Niederlage (3:2) konnte man wieder die Heimreise antreten. Anfang Dezember empfing Frankreich Griechenland in Laval für zwei weitere Freundschaftsspiele und gewann beide souverän (6:1 und 7:2).
Im Januar 2015, nach zwei Freundschaftssiegen gegen Finnland im Elsass (5:2 und 5:4), nahmen die Bleus am Vorqualifikationsturnier zur Euro 2016 teil. Durch drei Siege gegen San Marino (5:1), Albanien (5:2) und Moldawien (4:2) qualifizierten sie sich für die Hauptrunde. Aber zwei Niederlagen in der Hauptrunde im März, gegen die Tschechische Republik (3:5) und Slowenien (2:11), verhinderten den Einzug ins Finale des Turniers.
Ende 2015 gewann Frankreich die Gruppe C der Vorqualifikation für die Weltmeisterschaft 2016. Sie gewannen alle drei Spiele gegen Malta (8:2), Albanien (1:0) und Litauen (6:0). Die Tricolores belegten anschließend den letzten Platz in Gruppe 5 der Hauptrunde, nach einem Unentschieden gegen Slowenien (2-2) sowie Niederlagen gegen die Tschechische Republik (3:2) und Kasachstan (4:2).

### Seit 2016
Ende September 2017 trat Frankreich in den Play-offs für die Euro 2018 gegen Kroatien an. Nach dem 1:1-Unentschieden zu Hause setzen sich die Bleus mit 4:5 auswärts durch, dank eines Hattricks von Landry N'Gala, und qualifizieren sich für das erste internationale Futsalturnier in der Geschichte des französischen Futsals. Im ersten Gruppenspiel hielten die Tricolores Titelverteidiger Spanien mit einem 4:4 in Schach und gingen zwischenzeitlich sogar in Führung. Aber die Tricolores verloren das zweite Spiel gegen Aserbaidschan. Als einzige Mannschaft ohne Sieg schied Frankreich aus.
Bei der Qualifikationen für die Futsal-Weltmeisterschaft 2020 gehören die Bleus bereits zu den besten sechzehn europäischen Nationen und waren somit sofort für die Hauptrunde qualifiziert. Durch einen zweiten Platz qualifiziert man sich zum ersten Mal in der Geschichte für die Eliterunde. Die Eliterunde konnte man jedoch nicht überstehen und schied aus.
Im Sommer 2021 trat Pierre Jacky als Trainer des Teams zurück und wurde von Raphaël Reynaud abgelöst, dem ehemaligen Trainer der französischen U21 und damaligen Trainer der U19.
Die Saison 2022/2023 sah die Austragung der Hauptqualifikationsrunde für die Weltmeisterschaft 2024 vor, bei der sich Frankreich (als 17. in der Weltrangliste) mit Serbien und Norwegen duellierte. In der ausverkauften Halle in Laval (3.200 Plätze) beginnen die Bleus mit einem überzeugenden Sieg über Norwegen (9:1). Am zweiten Spieltag in Serbien erreicht Frankreich das zweite 0-0 in seiner Geschichte, (nach dem Spiel Frankreich-Italien am 26. Januar 2018). Die französische Futsalnationalmannschaft gewann jedoch am Ende ihre Gruppe und qualifiziert sich zum zweiten Mal in Folge für die Eliterunde.
In der Eliterunde trifft man unter anderem auf die deutsche Futsalnationalmannschaft.

## Abschneiden bei Turnieren

### FIFA Futsal World Cup
- 1989 – nicht teilgenommen
- 1992 – nicht teilgenommen
- 1996 – nicht teilgenommen
- 2000 – nicht qualifiziert
- 2004 – nicht qualifiziert
- 2008 – nicht qualifiziert
- 2012 – nicht qualifiziert
- 2016 – nicht qualifiziert
- 2020 – nicht qualifiziert
- 2024 – 4. Platz

### UEFA Futsal-Europameisterschaft
- 1996 – nicht teilgenommen
- 1999 – nicht qualifiziert
- 2001 – nicht qualifiziert
- 2003 – nicht qualifiziert
- 2005 – nicht qualifiziert
- 2007 – nicht qualifiziert
- 2010 – nicht qualifiziert
- 2012 – nicht qualifiziert
- 2014 – nicht qualifiziert
- 2016 – nicht qualifiziert
- 2018 – Gruppenphase
- 2022 – nicht qualifiziert
- 2026 – tbd.

Albanien |
Andorra |
Armenien |
Aserbaidschan |
Belarus |
Belgien |
Bosnien und Herzegowina |
Bulgarien |
Dänemark |
Deutschland |
England |
Estland |
Finnland |
Frankreich |
Georgien |
Gibraltar |
Griechenland |
Irland |
Island |
Israel |
Italien |
Kasachstan |
Kosovo |
Kroatien |
Lettland |
Litauen |
Malta |
Mazedonien |
Moldau |
Montenegro |
Niederlande |
Norwegen |
Österreich |
Polen |
Portugal |
Rumänien |
Russland |
San Marino |
Schottland |
Schweden |
Schweiz |
Serbien |
Slowakei |
Slowenien |
Spanien |
Tschechien |
Türkei |
Ukraine |
Ungarn |
Wales |
Zypern
Futsalnationalmannschaften der übrigen Konföderationen des Futsalweltverbandes (FIFA):

AFC (Asien) |
CAF (Afrika) |
CONCACAF (Nord-, Zentralamerika, Karibik) |
CONMEBOL (Südamerika) |
OFC (Ozeanien)